# Dragan Papazoglu
Dragan Papazoglu (Studeno Bučje, 1778. – Krnja jela, 1808.) bio je bimbaša Crnorečke nahije i jedan od najznačajnijih predstavnika Prvog srpskog ustanka. Njegovo djelovanje je opjevao u svom povijesnom spjevu »Serbijanka« Sima Milutinović Sarajlija.

## Životopis
Rodom je bio iz sela Studeno Bučje u Berkovačkoj nahiji. Otac mu je bio svećenik. Kada je čuo za dobrovoljce koji su se skupljali oko Osmana Pazvanoglua, napustio je svoje mjesto i prešao u njegov odred. Tu je služio sve do trenutka kada je Pazvanoglu raspustio svoju hajtu i krdžalije poslije izmirenja sa sultanom. Zatim se pridružio Aliji Gušincu, krdžalijskom vođi, a kada se digla buna na dahije u Šumadiji došao je u Beograd.
Za vrijeme Bećir-pašine misije u Beogradu prelazi na stranu ustanika krajem 1804. godine. Poslije osvajanja Beograda dolazi u Crnorečku nahiju (istočna Srbija) krajem 1806. godine. Prvo je bio u četi popa Radoslava iz Planinice, u Crnoj reci, kao jedan od njegovih najboljih boraca gdje se odmah istakao u osvajanju kule Osman-bega, čitlučkog gospodara sela Podgorac. Prilikom boja kod sela Vrbovac, s Hajduk Veljkom razbio je u jurišu Ćor-Solimana, ajana zaječarskog. Sudjelovao je u Bitci na Malajnici 1807. godine, kada je vjerojatno dobio čin bimbaše. Kao hrabrog ratnika Karađorđe je tada odredio Papazoglua za jednog od trojice bimbaša u Crnorečkoj nahiji. Kada je bio oslobođen Gurgusovac (Knjaževac), Papazoglu je s pirotskim bimbašama Mitom i Marinkom, prešao u Gurgusovačku nahiju, da brani ovaj kraj od turskih napada iz pravca Pirota i Berkovice. Poslije kraćeg vremena se vraća u Crnu reku. Godine 1807. on je duboko provalio na turski teritorij, s odredom od nekoliko stotina ljudi, pješaka i konjanika, sve do Berkovice, Sofijskog polja i planine Vitoše. U Sofijskom polju odred Papazogluovih boraca se susreo s Turcima, koji su bili dočekani plotunima i odmah bili suzbijeni uz velike gubitke. U ovom boju, Papazoglu je podijelio megdan s Turčinom Deli-Doluom, koga je poslije uporaba kubura i sablji, smrskao ratnom sjekirom. Poslije pobjede nad Turcima, vraća se sa svojim ljudima i bogatim plijenom preko Stare planine u Crnu reku. Njegovo junaštvo i bogati plijen izazvali su veliku zavist kod Petra Džode, vojvode Crnorečke nahije. U svojoj zavisti i zlobi jedne noći je potajno ubio Papazoglua, kod Krnje jele, na putu od Crne reke u Resavu. Sumnja se da su ubojstvu kumovali Hajduk Veljko i Petar Dobrnjac. Smrt Dragana Papazoglua, koji nije imao više od 30 godina, je izazvala veliku žalost Karađorđa, koji je zaplakao vidjevši njegovu odsječenu glavu.